# 危宿增五
危宿增五（飛馬座30），又名BD+05 4998，HD 211924、SAO 127453、HR 8513，是飛馬座的一颗恒星，视星等为5.37，位于銀經69.3，銀緯-40.86，其B1900.0坐标为赤經22h 15m 25.6s，赤緯+5° -40.86′ 13″。